# Corteza prefrontal dorsolateral
La corteza prefrontal dorsolateral
(en la literatura científica especializada por su sigla: dlPFC, DLPFC o DL-PFC) Se ubica por delante del área premotora. Es la última área en mielinizarse en el desarrollo del cerebro. 

## Características
La corteza prefrontal dorsolateral (DL-PFC) se ubica por delante del área premotora (motora secundaria). No es una estructura anatómica definida, sino principalmente una funcional. La DL-PFC se distingue de otras áreas de la corteza prefrontal por su composición celular, su inervación dopaminérgica y sus aferencias.

## Estructura
La prefrontal dorso-lateral no es una estructura anatómica macroscópica definida, sino básicamente una funcional.

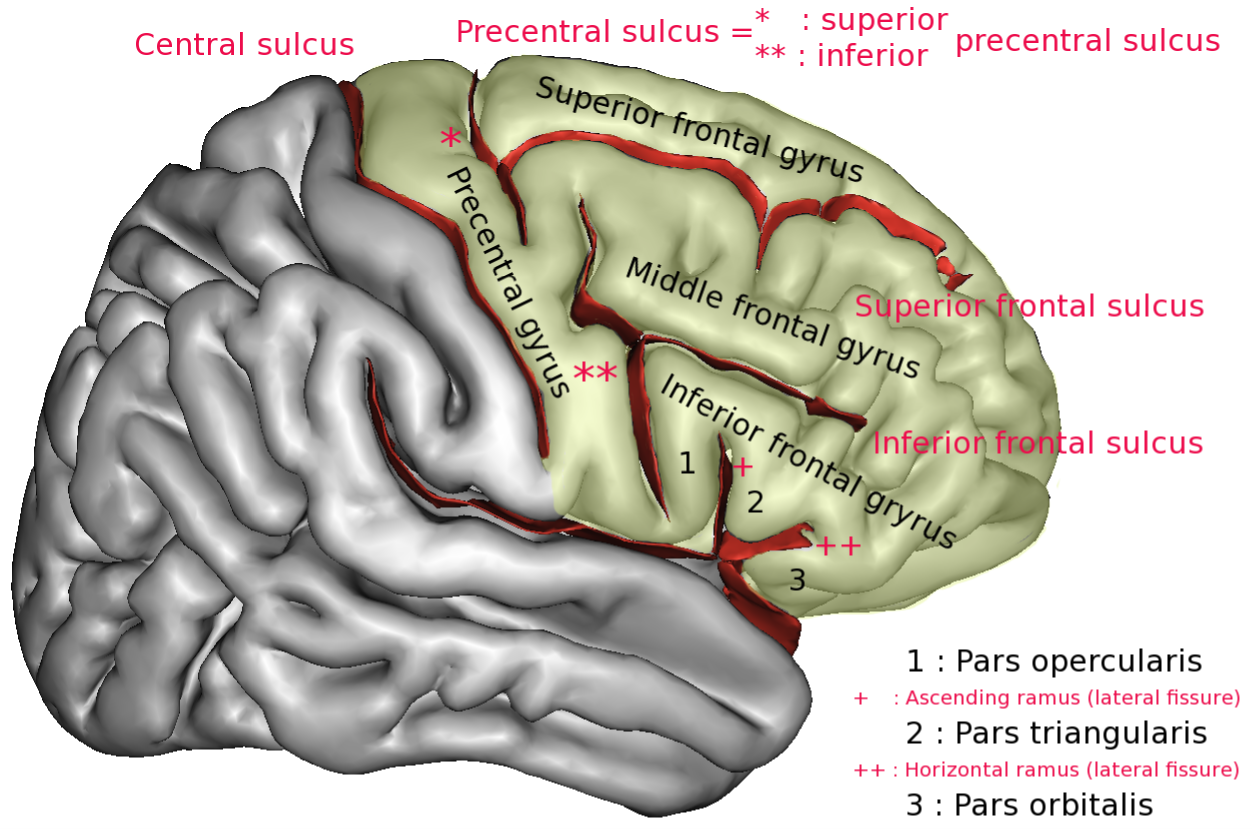
Anatomía del lóbulo frontal.

La neurociencia ha logrado asociar funciones con esta área, pero debido a sus funciones asociativas no es exacta la delimitación.

### Macroscopía
Se encuentra formando parte del giro frontal medio del cerebro humano.

### Citoarquitectura de la DL-PFC
Según la clasificación de las áreas de Brodmann una definición más estricta de esta área la describe como equivalente a grandes rasgos a las superficies sumadas del Área 9 de Brodmann y área 46 de Brodmann y periferia de las áreas 10, 44, 45 y 47. 

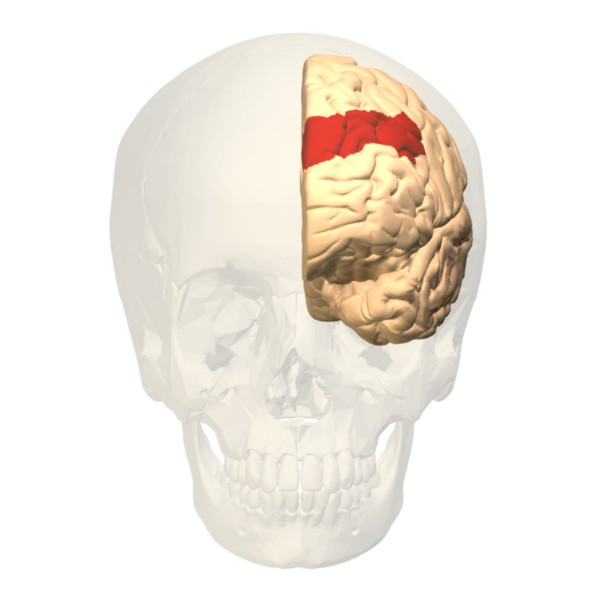
Área 9 de Brodmann el sector superior de la DL-PFC.

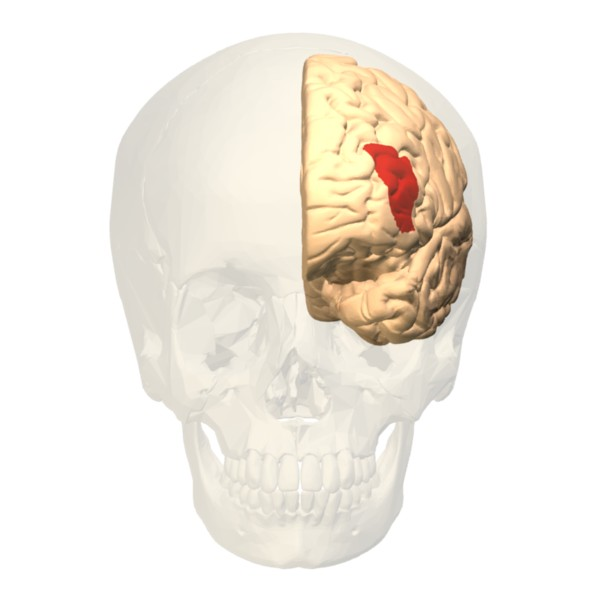
Área 46 de Brodmann el sector inferior de la DL-PFC.

De acuerdo con una definición más amplia, la DL-PFC consiste en las porciones laterales de las áreas 9 y 10, de las áreas 44, 45, 46, y de la parte superior del área 47.
Estas regiones reciben principalmente su suministro sanguíneo de la arteria cerebral media. 
Con respecto a los sistemas de neurotransmisores, existen evidencias de que la dopamina desempeña un papel particularmente importante en la DL-PFC.

### Conexiones
La DL-PFC está conectada con la corteza orbitofrontal y con varias áreas cerebrales, incluyendo el tálamo, partes de los ganglios basales], (la parte dorsal del núcleo caudado), el hipocampo, las áreas asociativas primaria y secundaria del neocórtex, incluyendo las áreas posterior, temporal, parietal y occipital.

## Función
La corteza prefrontal dorsolateral representa relaciones complejas, que se pueden aplicar   para convertir estímulos en respuestas.

Las habilidades cognitivas que permiten al individuo controlar y regular sus comportamientos reciben el nombre de funciones ejecutivas. Anatómicamente, las funciones ejecutivas dependen de un sistema neuronal, en el cual el córtex prefrontal desempeña un papel destacado.

El DL-PFC ejerce modulación sobre las funciones ejecutivas, como la memoria de trabajo, la flexibilidad cognitiva, la planificación, la inhibición y el razonamiento abstracto.

En 2003 se especulaba que la activación reducida de la PFC dorsolateral en REM promueve el "pensamiento ilógico" y las "características de los sueños como discontinuidades, problemas de atención y amnesia [memoria de trabajo deteriorada]".  (ver también Fosse et al., 2004, p.302; Kahn y Hobson, 2005).

## Patología

### Esquizofrenia
Anomalías en la corteza prefrontal dorsolateral DL-PFC se asocian con un deterioro cognitivo global en la esquizofrenia, la activación reducida en la corteza prefrontal dorsolateral es consistente.